# Ronald Martin Foster
Ronald Martin Foster (Belmar (Nova Jérsei), Condado de Monmouth, Nova Jérsei, 3 de outubro de 1896 – Belmar, 2 de fevereiro de 1998) foi um engenheiro eletricista estadunidense, que trabalhou nos Bell Labs com filtros eletrônicos para linhas telefônicas. Sua publicação do ano 1924 A Reactance Theorem inspirou Wilhelm Cauer em sua síntese de redes.
Estudou em Harvard e trabalhou na AT&T (depois Bell) sobre lógica simbólica, integrais de Fourier e teoria de circuitos elétricos. De 1943 a 1963 foi professor do Instituto Politécnico da Universidade de Nova Iorque.
Em 12 de abril de 1924 casou com Annabel Conover.
Foi palestrante convidado do Congresso Internacional de Matemáticos em Cambridge, Massachusetts (1950).

## Publicações
- Campbell, GA, Foster, RM, Fourier Integrals for Practical Applications, "Bell System Technical Journal", pp 639–707, 1928.[4]
- Pierce, BO, Foster. RM. "A Short Table of Integrals", Fourth Edition, Ginn and Company, pp 1–189, 1956.